# Полосатые крысы
Полосатые крысы (лат. Chrotomys) — род грызунов семейства мышиных. Встречаются только на Филиппинах (острова Лусон, Миндоро и Сибуян).

## Внешний вид
Длина тела от 15 до 20 см, плюс хвост от 9 до 12 см. Масса 115—190 г. Своё название получили из-за двух чёрных полос на спине. Основной окрас меха серый или коричневый. Хвост относительно короткий, глаза маленькие, уши среднего размера.

## Места обитания и экология
Их среда обитания — тропический дождевой лес, высота до 2600 метров. Мало что известно об их образе жизни. В отличие от других мышиных, эти животные питаются преимущественно беспозвоночными, с небольшой долей растительной пищи, поскольку занимают на островах экологическую нишу отсутствующих здесь насекомоядных.

## Виды[1]
- Изарогская полосатая крыса (Chrotomys gonzalesi)
- Миндорская полосатая крыса (Chrotomys mindorensis)
- Chrotomys sibuyanensis
- Лузонская водяная крыса (Chrotomys silaceus)
- Лузонская полосатая крыса (Chrotomys whiteheadi)